# Spoulga

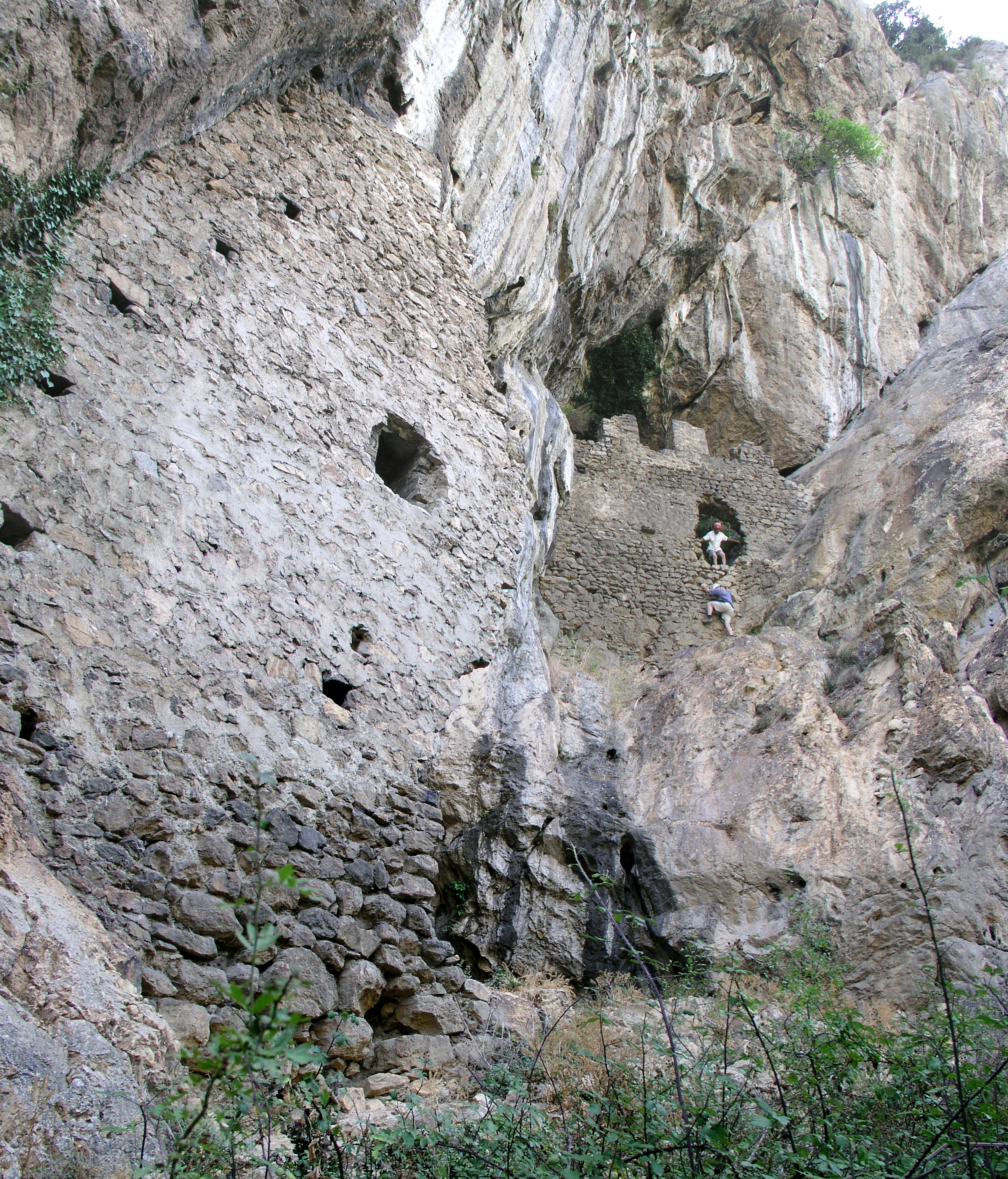
spoulga de Bouan

Spulga, vyslovovaná a také psaná spoulga, (z latinského spelunca, jeskyně, antre, jeskyně) je okcitánský název pro opevněné jeskyně. Tento termín se vztahuje zejména na opevněné jeskyně v Pyrenejích, zvláště v departementu Ariège. O zdejší opevněné jeskyně se v první polovině 19. století začal zajímat místní historik Adolphe Garrigou (1802–1893).

## Popis
Opevněné jeskyně (spoulgy) se nalézají vždy ve vyvýšené poloze a jsou chráněné zdmi.
Tento typ opevněné jeskyně se nachází v horách střední a středomořské Evropy, stejně jako na Blízkém východě; je obzvláště početný ve španělských Pyrenejích. 
V oblasti departementu Ariège se jim říká spoulgy: „jsou to svým způsobem levné hrady postavené ve 12. století, protože rychlé rozšíření počtu standardních opevnění by znamenalo vážné problémy pro hrabata z Foix, pokud jde o financování“ (Florence Guillot)
Ve středověkých listinách existují různá označení pro spoulgy: cauna, spelonca, espulga nebo espugue.
V listině datované 27. ledna 1213 (Lavaurský koncil) hrabě Raymond-Roger de Foix předal všechny své pozemky aragonskému králi Petrovi II. Aragonskému před bitvou u Muretu. Tato listina vyjmenovává 12 castra (hradů) a 6 cauna (jeskyně): Soulombrie, Ornolac, Verdun, Niaux, Alliat a Subitan (hypotéza, že Subitan je jeskyně u Miglosu, je potvrzena[ujasnit]). Pátrání provedené Florence Guillot vedlo k objevu asi dvaceti dalších spoulg, které nejsou uvedeny v písemných záznamech.

## Seznam opevněných jeskyní v departementu Ariege
- Spoulga de Baychon[1]
- Spoulga de Soulombrie
- Spoulga d'Ornolac
- Spoulga de Verdun
- Spoulga d'Alliat
- Spoulga de Campanal
- Spoulga des églises, Bouan
- Grotte des Églises
- Grotte de l'Ermite
- Grotte sous Calamas
- Spoulga de Niaux
- Grotte du Midi
- Grotte de Sibada n°1
- Grotte du TGV de Sinsat

## Spoulgy v Pyrenejích
- Grotte Lortet (Hautes-Pyrénées): Za vysokou kamennou zdíse nalézá 17metrová schodišťová věž pravděpodobně postavená ve středověku, která umožňovala přístup do opevněné úrovně jeskyně, s výhledem na Neste v nadmořské výšce 700 metrů.